# Ben Resipol
Ben Resipol är ett berg i Storbritannien.   Det ligger i kommunen Highland och riksdelen Skottland, i den nordvästra delen av landet, 700 km nordväst om huvudstaden London. Toppen på Ben Resipol är 845 meter över havet.
Terrängen runt Ben Resipol är huvudsakligen kuperad. Trakten runt Ben Resipol är nära nog obefolkad, med mindre än två invånare per kvadratkilometer. Närmaste större samhälle är Acharacle, 9,5 km väster om Ben Resipol. I omgivningarna runt Ben Resipol växer i huvudsak blandskog.